# Platycephala elongata
Platycephala elongata är en tvåvingeart som beskrevs av Shu Wen An och Yang 2008. Platycephala elongata ingår i släktet Platycephala och familjen fritflugor. Inga underarter finns listade i Catalogue of Life.